# بني عياض (الحيمة الخارجية)

تعديل مصدري - تعديل

بني عياض هي إحدى قرى عزلة بني بجير بمديرية الحيمة الخارجية التابعة لمحافظة صنعاء، بلغ تعداد سكانها 365 نسمة حسب تعداد اليمن لعام 2004.